# Dídac Ramírez Sarrió
Dídac Ramírez Sarrió (Barcelona, 1946) es un filósofo y economista español. Rector de la Universidad de Barcelona desde 2008 hasta 2016.

## Biografía
Dídac Ramírez Sarrió nació en Barcelona en 1946. Estudió Filosofía y Ciencias de la Educación en la Universidad de Barcelona, doctorándose en Ciencias Económicas y Empresariales, y en Filosofía y Ciencias de la Educación por la misma universidad. Profesor de Economía, primero, y catedrático desde 1990, fue vicedecano de la Facultad de Ciencias Económicas y Empresariales (1984-1989) y vicerrector de Economía y Administración (1990-1994). 
Fue Director del Departamento de Matemática Económica, Financiera y Actuarial de la Universidad de Barcelona. Entre los años 2001 y 2006 fue presidente de la Sociedad Catalana de Filosofía, filial del Instituto de Estudios Catalanes. En 2002, ingresó como académico numerario de la Real Academia de Ciencias Económicas y Financieras. En 2006, fue nombrado tesorero del Fútbol Club Barcelona. Asimismo, ha sido responsable del Grupo de Investigación en Análisis Financiero e Incertidumbre (IAFI).
En 2008 fue elegido rector de la Universidad de Barcelona, cargo que renovó en 2012.

## Trayectoria como rector
El año 2008, Dídac Ramírez y Sarrió aconteció escogido rector de la Universitat de Barcelona al derrotar contra todo pronóstico al entonces rector en funciones Josep Samitier y Martí. El resultado de la primera vuelta de las elecciones celebradas el día 6 de noviembre del año 2008, finalizó con la victoria de Josep Samitier y Martí, con el 40,57 % de los votos, ante Dídac Ramírez, con el 36 %, Norbert Bilbeny, con el 16,31 % y Marià Alemany, con el 7,12 % de los votos ponderados. En la segunda vuelta de las elecciones, celebradas el día 11 de noviembre del año 2008, Ramírez obtuvo el 53,45 % de los votos frente al 46,55 % de su rival. Gran parte del éxito aconteció posible gracias al mayor apoyo recibido entre los colectivos de los estudiantes y el Personal de Administración y Servicio de la universidad. Tomó posesión del cargo el 27 de noviembre de 2008.
Su primera etapa al frente de la Universitat de Barcelona estuvo marcada por las transformaciones de la institución a consecuencia de la aplicación del Espacio Europeo de Educación Superior (EEES). Este hecho comportó, por la Universitat de Barcelona una busca de un mayor énfasis en la docencia, el aprendizaje, la investigación y la innovación. De este modo se inauguraron nuevos planes de estudios en grados, másteres y doctorados los cuales fundamentaban el aprendizaje individual y personal de cada estudiante. Ante la nueva situación se crearon y adaptar espacios como el centro de recursos para el aprendizaje y la investigación (CRAI), los laboratorios, las redes Wi-Fin, entre otros.
Dídac Ramírez renovó en 2012 en el cargo de rector al imponerse, también en segunda vuelta, a la Dra. Victoria Girona. En las elecciones celebradas el día 23 de noviembre del año 2012 Victoria Girona resultó la opción más escogida, con el 39,16 % de los votos, ante Dídac Ramírez, con el 31,75 %, Josep A. Bombeé, con el 15,82 %, y Joaquim Gutiérrez, con el 13,27 %. En la segunda, celebrada el día 27 de noviembre del mismo año, Dídac Ramírez se impuso con el 51,06 % de votos ante el 48,94 % de Victoria Girona.

### Desalojo del edificio histórico de los estudiantes contrarios a la EEES
Uno de los primeros problemas a los cuales tuvo que hacer frente Dídac Ramírez en el momento de tomar posesión del cargo, fue la ocupación de buena parte del edificio histórico, que se estaba produciendo desde el día 22 de noviembre, por más de doscientos estudiantes contrarios a Proceso de Bolonia. Si bien es cierto que inicialmente Dídac Ramírez como nuevo rector mostró una actitud dialogante, el conflicto pronto entró en una vía muerta ante la imposibilidad de hacer frente a las demandas de los estudiantes. A comienzos de marzo de 2009, después de más de 150 días de ocupación, el movimiento estudiantil contrario al Pla Bolonia empezó una nueva oleada de protestas y de nuevo nuevas ocupaciones de Facultades. La situación de conflictividad creciente fue el detonante porque Dídac Ramírez solicitara apoyo al Departamento de Interior, que culminó con el desalojo el día 18 de marzo de los estudiantes presentes al edificio histórico, alrededor de setenta, sin oponer resistencia. Aun así, las protestas estudiantiles producidas aquel mismo día en Barcelona finalizaron en fuertes enfrentamientos con la Brigada Móvil de los Mozos de Escuadra.

## Publicaciones
- Mongrut Montalvan, Samuel; Ramírez Sarrió, Dídac. «Análisis financiero en incertidumbre: una propuesta metodológica» a Apuntes: Revista de Ciencias Sociales, Nº 54. Lima: Universidad del Pacífico, 2004, pp. 5–25. Disponible a: Repositori digital de la Universidad del Pacífico (UP)
- Ramírez Sarrió, Dídac. El Laberinto Leibniciano. Barcelona: Edicions Universitat de Barcelona, 1983. Disponible a: Catàleg de les biblioteques de la UB
- Ramírez Sarrió, Dídac. «La Teoría matemática de los subconjuntos borrosos y su aplicación a la valoración y selección de proyectos de inversión» a Cuadernos de economía aplicada [Serie A]. Madrid: Centro d'Estudios Universitarios Ramón Areces, 1985. Disponible a: Catàleg de les biblioteques de la UB
- Ramírez Sarrió, Dídac. Fundamentos metodológicos para el análisis económico en contexto de incertidumbre. Tesi doctoral - Universitat de Barcelona. Departament de Matemàtica Econòmica, Financera i Actuarial, 1988. Disponible a: Catàleg de les biblioteques de la UB
- Ramírez Sarrió, Dídac. Sobre la interpretació del pensament leibnizià: el laberint del lliure i del necessari, Filosofía (Universitat de Barcelona) 2. Barcelona: EUB, 1997. Disponible a: Catàleg de les biblioteques de la UB
- Ramírez Sarrió, Dídac. Sobre la crisis actual del conocimiento científico: discurso de ingreso del académico numerario electo, Excmo. Sr. Dr. D. Dídac Ramírez Sarrió en el acto de su recepción, 12 de desembre de 2002 / discurso de contestación por el académico numerario Excmo. Sr. Dr. D.Alfonso Rodríguez Rodríguez. Barcelona: Publicaciones de la Real Academia de Ciencias Económicas y Financieras, 2002. Disponible a: Catàleg de les biblioteques de la UB
- Ramírez Sarrió, Dídac. «Legitimidad científica y verdad» a Enseñanza de las ciencias sociales: revista de investigación, Nº 3. Barcelona: Universitat Autònoma de Barcelona i Universitat de Barcelona, 2004. pp. 85–93. Disponible a: Dialnet
- Ramírez Sarrió, Dídac. «Economia i filosofia» a L'Economia 11è Col·loquis de Vic, Vic, Ajuntament de Vic, 2007, pp. 11–33. Disponible a: Catàleg de les biblioteques de la UB
- Ramírez Sarrió, Dídac. Universitat, valors i societat: pensar el present, Orígens (La Magrana) 188. Barcelona: La Magrana, 2012. Disponible a: Catàleg de les biblioteques de la UB
- Ramírez Sarrió, Dídac. Efectos de la evolución de la inversión pública en educación superior: un estudio del caso español y comparado. Barcelona : Real Academia de Ciencias Económicas y Financieras, 2014. Disponible a: Catàleg de les biblioteques de la UB